# Taekwondo-Weltmeisterschaften 1985
Die 7. Taekwondo-Weltmeisterschaften 1985 fanden vom 4. bis 8. September 1985 in der südkoreanischen Hauptstadt Seoul statt. Seoul richtete damit bereits zum dritten Mal Taekwondo-Weltmeisterschaften aus. Insgesamt wurden 8 Wettbewerbe in unterschiedlichen Gewichtsklassen ausgetragen. Es waren die letzten Weltmeisterschaften, bei denen nur Männerwettbewerbe ausgetragen wurden. Es nahmen 280 Athleten aus 63 Ländern teil.

## Ergebnisse

### Männer
| Gewichtsklasse | Gold            | Silber             | Bronze              |
| -------------- | --------------- | ------------------ | ------------------- |
| - 50 kg        | Sun Jang-lee    | Dae Sung-lee       | Koidio Konan        |
| - 50 kg        | Sun Jang-lee    | Dae Sung-lee       | Abdula Eliamy       |
| - 54 kg        | Yeong Sik-kem   | Bathily Youness    | Geremia Di Costanzo |
| - 54 kg        | Yeong Sik-kem   | Bathily Youness    | Sang Hon-cha        |
| - 58 kg        | Myeong Ok-yoo   | Gustavo Sanciprian | Feisal Danesh       |
| - 58 kg        | Myeong Ok-yoo   | Gustavo Sanciprian | Cengiz Yağız        |
| - 64 kg        | Jae Koo-han     | Ahmet Ercan        | Cuozzo Lucio        |
| - 64 kg        | Jae Koo-han     | Ahmet Ercan        | Manuel Ivan Jejeda  |
| - 70 kg        | Bong Kwon-park  | Carrieri Pietro    | Manuel del Rosario  |
| - 70 kg        | Bong Kwon-park  | Carrieri Pietro    | R. Thijs            |
| - 76 kg        | Kook Hyun-jeong | Metin Sahin        | Remark Patrice      |
| - 76 kg        | Kook Hyun-jeong | Metin Sahin        | Richard Warwick     |
| - 83 kg        | Dong Joon-lee   | S. H. Zahedi       | Amr Khairy          |
| - 83 kg        | Dong Joon-lee   | S. H. Zahedi       | Douglas Crowper     |
| + 83 kg        | Henk Meijer     | Seung Woo-kang     | Cisse Abdoulaye     |
| + 83 kg        | Henk Meijer     | Seung Woo-kang     | Mostafa El-Abrak    |

## Medaillenspiegel
| Platz | Land                    | Gold | Silber | Bronze | Gesamt |
| ----- | ----------------------- | ---- | ------ | ------ | ------ |
| 1     | Südkorea                | 7    | 1      | –      | 8      |
| 2     | Niederlande             | 1    | –      | 1      | 2      |
| 3     | Türkei                  | –    | 2      | 1      | 3      |
| 4     | Elfenbeinküste          | –    | 1      | 3      | 4      |
|       | Vereinigte Staaten      | –    | 1      | 3      | 4      |
| 6     | Italien                 | –    | 1      | 2      | 3      |
| 7     | Iran                    | –    | 1      | 1      | 2      |
| 8     | Mexiko                  | –    | 1      | –      | 1      |
| 9     | Ägypten                 | –    | –      | 2      | 2      |
| 10    | Dominikanische Republik | –    | –      | 1      | 1      |
|       | Saudi-Arabien           | –    | –      | 1      | 1      |
|       | Philippinen             | –    | –      | 1      | 1      |